# Théorème des zéros de Hilbert
Le théorème des zéros de Hilbert, parfois appelé Nullstellensatz (signifiant "théorème des zéros" en allemand ou plus littéralement "théorème du lieu des zéros"), est un théorème d'algèbre commutative qui est à la base du lien entre les idéaux et les variétés algébriques. Il a été démontré par le mathématicien allemand David Hilbert.

## Énoncés
Une algèbre de type fini sur K est un anneau quotient d'un anneau de polynômes K[X1,…,Xn] par un idéal. Sa structure de K-algèbre est induite par celle de K[X1,…,Xn].
Il existe plusieurs formulations du théorème des zéros de Hilbert.
Théorème 1 (Lemme de Zariski). Soient K un corps et A une K-algèbre de type fini. Alors tout quotient de A par un idéal maximal est une extension finie de K. 
De façon équivalente : si A est un corps, alors c'est une extension finie de K.
Ce théorème a plusieurs conséquences immédiates. 
On note Spm A le spectre maximal d'un anneau A, c.-à-d. l'ensemble des idéaux maximaux de A.
Théorème 2 (Nullstellensatz faible). Supposons que {\displaystyle K} est algébriquement clos. Alors la fonction 
est une bijection, où {\displaystyle (X_{1}-a_{1},\dots ,X_{n}-a_{n})} désigne l'idéal engendré par les {\displaystyle X_{i}-a_{i}}. 
Autrement dit, un point de {\displaystyle K^{n}} s'identifie avec un idéal maximal de polynômes à {\displaystyle n} indéterminées sur {\displaystyle K} quand {\displaystyle K} est algébriquement clos.
Théorème 3 (Existence des zéros). Si K est un corps algébriquement clos, alors pour tout idéal propre {\displaystyle I} de K[X1,…,Xn], il existe un point de Kn racine de tout élément de {\displaystyle I}.
Ce résultat n'est pas vrai si K n'est pas algébriquement clos. L'idéal M des multiples de X2 + 1 est maximal dans ℝ[X] puisque le quotient de ℝ[X] par M est un corps isomorphe à ℂ, pourtant le polynôme n'admet pas de racine dans ℝ.
Théorème 4. Soit {\displaystyle I} un idéal d'une algèbre de type fini A sur K. Alors le radical √I de {\displaystyle I} est égal à l'intersection des idéaux maximaux de A contenant {\displaystyle I}. 
Si {\displaystyle P} est un polynôme appartenant à K[X1,…,Xn], les zéros de {\displaystyle P} dans Kn sont les points {\displaystyle (a_{1},\ldots ,a_{n})\in K^{n}} tels que {\displaystyle P(a_{1},\ldots ,a_{n})=0}. 
Corollaire (Nullstellensatz fort). Supposons K algébriquement clos. Soient {\displaystyle I} un idéal de K[X1,…,Xn] et {\displaystyle Z(I)} l'ensemble des zéros communs des polynômes de {\displaystyle I}. Si {\displaystyle f} est un polynôme dans K[X1,…,Xn] qui s'annule sur {\displaystyle Z(I)}, alors une puissance de {\displaystyle f} appartient à {\displaystyle I}.
Le théorème 2 sur la structure des idéaux maximaux est faux sur un corps non algébriquement clos (même en une variable). Cependant, la propriété plus faible suivante subsiste :
- Tout idéal maximal {\displaystyle M} de K[X1,…,Xn] (K non nécessairement clos) est engendré par {\displaystyle n} polynômes.

Par la théorie de la dimension de Krull, on sait qu'aucun idéal maximal de K[X1,…,Xn] ne peut être engendré par strictement moins que {\displaystyle n} éléments.

## Théorème de Bézout
Une forme particulière du théorème des zéros est le théorème d'existence des zéros (th. 3 ci-dessus) qui, par contraposée, peut se reformuler ainsi : 
- Soit K un corps algébriquement clos, soient {\displaystyle f_{0},\dots ,f_{m}\in K[X_{1},\dots ,X_{n}]} des polynômes sans zéros communs. Alors il existe {\displaystyle g_{0},\dots ,g_{m}\in K[X_{1},\dots ,X_{n}]} vérifiant l'identité de Bézout

L'astuce de Rabinowitsch (en) montre que ce cas particulier du Nullstellensatz fort implique le cas général. En effet si, dans K[X1,…,Xn], {\displaystyle I} est l'idéal engendré par {\displaystyle f_{1},\dots ,f_{m}} et {\displaystyle f} est un polynôme qui s'annule sur {\displaystyle Z(I)}, on considère l'idéal de K[X0,X1,…,Xn] engendré par {\displaystyle f_{1},\dots ,f_{m}} et par le polynôme {\displaystyle 1-fX_{0}}. Cet idéal n'a pas de zéros communs dans Kn+1. Donc il existe {\displaystyle g_{0},\dots ,g_{m}\in K[X_{0},\dots ,X_{n}]} tels que l'on ait 
En remplaçant dans cette identité {\displaystyle X_{0}} par {\displaystyle 1/f}, et en multipliant les deux côtés par une puissance convenable {\displaystyle N} de {\displaystyle f}, on voit que cette puissance de {\displaystyle f} appartient à {\displaystyle I}. De plus, on peut majorer {\displaystyle N} par le maximum des degrés totaux de {\displaystyle g_{1},\dots ,g_{m}}.